# میلاپیتیا
میلاپیتیا (به لاتین: Millapitiya) یک منطقهٔ مسکونی در سری‌لانکا است که در استان مرکزی (سری‌لانکا) واقع شده‌است.